# 3e étape du Tour de France 2005
Pour un article plus général, voir Tour de France 2005.
La 3e étape du Tour de France 2005 s'est déroulée le 4 juillet 2005 entre La Châtaigneraie et Tours sur une distance de 212,5 km.

## Profil de l'étape
Le profil de cette étape est plat et donc favorable aux sprinteurs, d'autant que l'arrivée se situe sur l'avenue de Grammont, longue de 2900 mètres, peu propice aux échappées.

## Déroulement de la course
La course a été remportée au sprint par le belge Tom Boonen qui enlève sa deuxième étape d'affilée et confirme sa place de leader du classement par points. Il devance sur la ligne l'autrichien Peter Wrolich et l'australien Stuart O'Grady. Robbie McEwen, arrivé en troisième position sur la ligne a été déclassé pour sprint dangereux. Durant cette étape, trois coureurs ont effectué une échappée longue de 180 km. Il s'agissait du hollandais Erik Dekker, du français Nicolas Portal et du suisse Rubens Bertogliati qui seront finalement repris par le peloton à 3 km de l'arrivée. Grâce à cette échappée, Erik Dekker reprend le maillot à pois à Thomas Voeckler. David Zabriskie conserve quant à lui son maillot jaune de leader.

### Sprints intermédiaires
| Premier   | Erik Dekker        | 6 pts et 6 s |
| Second    | Rubens Bertogliati | 4 pts et 4 s |
| Troisième | Nicolas Portal     | 2 pts et 2 s |

| Premier   | Nicolas Portal     | 6 pts et 6 s |
| Second    | Rubens Bertogliati | 4 pts et 4 s |
| Troisième | Erik Dekker        | 2 pts et 2 s |

| Premier   | Rubens Bertogliati | 6 pts et 6 s |
| Second    | Erik Dekker        | 4 pts et 4 s |
| Troisième | Nicolas Portal     | 2 pts et 2 s |

### Côtes
| Premier   | Fabian Wegmann   | 3 pts |
| Second    | Thomas Voeckler  | 2 pts |
| Troisième | Laurent Brochard | 1 pt  |

| Premier   | Erik Dekker        | 3 pts |
| Second    | Rubens Bertogliati | 2 pts |
| Troisième | Nicolas Portal     | 1 pt  |

| Premier   | Erik Dekker        | 3 pts |
| Second    | Rubens Bertogliati | 2 pts |
| Troisième | Nicolas Portal     | 1 pt  |

## Classement de l'étape
| \| Classement de l'étape \| Classement de l'étape \| Classement de l'étape \| Classement de l'étape \| Classement de l'étape \| \| Coureur \| Coureur \| Pays \| Équipe \| Temps \| \| --------------------- \| --------------------- \| --------------------- \| ------------------------------- \| --------------------- \| \| 1er \| Tom Boonen \| Belgique \| Quick Step-Innergetic \| 4 h 36 min 09 s \| \| 2e \| Peter Wrolich \| Autriche \| Gerolsteiner \| + 0 s \| \| 3e \| Stuart O'Grady \| Australie \| Cofidis-Le Crédit par Téléphone \| + 0 s \| \| 4e \| Bernhard Eisel \| Autriche \| La Française des jeux \| + 0 s \| \| 5e \| Allan Davis \| Australie \| Liberty Seguros-Würth \| + 0 s \| \| 6e \| Robert Förster \| Allemagne \| Gerolsteiner \| + 0 s \| \| 7e \| Magnus Bäckstedt \| Suède \| Liquigas-Bianchi \| + 0 s \| \| 8e \| Anthony Geslin \| France \| Bouygues Telecom \| + 0 s \| \| 9e \| Thor Hushovd \| Norvège \| Crédit Agricole \| + 0 s \| \| 10e \| Angelo Furlan \| Italie \| Domina Vacanze-De Nardi \| + 0 s \| |                  |           |                                 |                 |
| |                  |           |                                 |                 |
| |                  |           |                                 |                 |
| Classement de l'étape |                  |           |                                 |                 |
| Coureur | Coureur          | Pays      | Équipe                          | Temps           |
| 1er | Tom Boonen       | Belgique  | Quick Step-Innergetic           | 4 h 36 min 09 s |
| 2e | Peter Wrolich    | Autriche  | Gerolsteiner                    | + 0 s           |
| 3e | Stuart O'Grady   | Australie | Cofidis-Le Crédit par Téléphone | + 0 s           |
| 4e | Bernhard Eisel   | Autriche  | La Française des jeux           | + 0 s           |
| 5e | Allan Davis      | Australie | Liberty Seguros-Würth           | + 0 s           |
| 6e | Robert Förster   | Allemagne | Gerolsteiner                    | + 0 s           |
| 7e | Magnus Bäckstedt | Suède     | Liquigas-Bianchi                | + 0 s           |
| 8e | Anthony Geslin   | France    | Bouygues Telecom                | + 0 s           |
| 9e | Thor Hushovd     | Norvège   | Crédit Agricole                 | + 0 s           |
| 10e | Angelo Furlan    | Italie    | Domina Vacanze-De Nardi         | + 0 s           |

## Classement général
| \| Classement général \| Classement général \| Classement général \| Classement général \| Classement général \| \| Coureur \| Coureur \| Pays \| Équipe \| Temps \| \| ------------------ \| ------------------------- \| ------------------ \| ------------------------------ \| ------------------ \| \| 1er \| David Zabriskie \| États-Unis \| CSC \| DQ \| \| 2e \| Lance Armstrong \| États-Unis \| Discovery Channel \| DQ \| \| 3e \| László Bodrogi \| Hongrie \| Crédit Agricole \| + 47 s \| \| 4e \| Alexandre Vinokourov \| Kazakhstan \| T-Mobile \| + 53 s \| \| 5e \| George Hincapie \| États-Unis \| Discovery Channel \| DQ \| \| 6e \| Floyd Landis \| États-Unis \| Phonak Hearing Systems \| + 1 min 02 s \| \| 7e \| Fabian Cancellara \| Suisse \| Fassa Bortolo \| + 1 min 02 s \| \| 8e \| Jens Voigt \| Allemagne \| CSC \| + 1 min 04 s \| \| 9e \| Vladimir Karpets \| Russie \| Illes Balears-Caisse d'Épargne \| + 1 min 05 s \| \| 10e \| Igor González de Galdeano \| Espagne \| Liberty Seguros-Würth \| + 1 min 06 s \| |                           |            |                                |              |
| |                           |            |                                |              |
| |                           |            |                                |              |
| Classement général |                           |            |                                |              |
| Coureur | Coureur                   | Pays       | Équipe                         | Temps        |
| 1er | David Zabriskie           | États-Unis | CSC                            | DQ           |
| 2e | Lance Armstrong           | États-Unis | Discovery Channel              | DQ           |
| 3e | László Bodrogi            | Hongrie    | Crédit Agricole                | + 47 s       |
| 4e | Alexandre Vinokourov      | Kazakhstan | T-Mobile                       | + 53 s       |
| 5e | George Hincapie           | États-Unis | Discovery Channel              | DQ           |
| 6e | Floyd Landis              | États-Unis | Phonak Hearing Systems         | + 1 min 02 s |
| 7e | Fabian Cancellara         | Suisse     | Fassa Bortolo                  | + 1 min 02 s |
| 8e | Jens Voigt                | Allemagne  | CSC                            | + 1 min 04 s |
| 9e | Vladimir Karpets          | Russie     | Illes Balears-Caisse d'Épargne | + 1 min 05 s |
| 10e | Igor González de Galdeano | Espagne    | Liberty Seguros-Würth          | + 1 min 06 s |

Les Américains David Zabriskie, Lance Armstrong et George Hincapie sont déclassés en 2012.

## Classements annexes
| Classement par points | Classement par points | Classement par points | Classement par points           | Classement par points |
| Coureur               | Coureur               | Pays                  | Équipe                          | Points                |
| --------------------- | --------------------- | --------------------- | ------------------------------- | --------------------- |
| 1er                   | Tom Boonen            | Belgique              | Quick Step-Innergetic           | 70 pts                |
| 2e                    | Stuart O'Grady        | Australie             | Cofidis-Le Crédit par Téléphone | 50 pts                |
| 3e                    | Peter Wrolich         | Autriche              | Gerolsteiner                    | 49 pts                |
| 4e                    | Thor Hushovd          | Norvège               | Crédit Agricole                 | 47 pts                |
| 5e                    | Allan Davis           | Australie             | Liberty Seguros-Würth           | 38 pts                |

| Classement par points | Classement par points | Classement par points | Classement par points           | Classement par points |
| Coureur               | Coureur               | Pays                  | Équipe                          | Points                |
| --------------------- | --------------------- | --------------------- | ------------------------------- | --------------------- |
| 1er                   | Tom Boonen            | Belgique              | Quick Step-Innergetic           | 70 pts                |
| 2e                    | Stuart O'Grady        | Australie             | Cofidis-Le Crédit par Téléphone | 50 pts                |
| 3e                    | Peter Wrolich         | Autriche              | Gerolsteiner                    | 49 pts                |
| 4e                    | Thor Hushovd          | Norvège               | Crédit Agricole                 | 47 pts                |
| 5e                    | Allan Davis           | Australie             | Liberty Seguros-Würth           | 38 pts                |

| Classement de la montagne | Classement de la montagne | Classement de la montagne | Classement de la montagne | Classement de la montagne |
| Coureur                   | Coureur                   | Pays                      | Équipe                    | Points                    |
| ------------------------- | ------------------------- | ------------------------- | ------------------------- | ------------------------- |
| 1er                       | Erik Dekker               | Pays-Bas                  | Rabobank                  | 6 pts                     |
| 2e                        | Thomas Voeckler           | France                    | Bouygues Telecom          | 5 pts                     |
| 3e                        | Rubens Bertogliati        | Suisse                    | Saunier Duval-Prodir      | 4 pts                     |
| 4e                        | Fabian Wegmann            | Allemagne                 | Gerolsteiner              | 3 pts                     |
| 5e                        | David Cañada              | Espagne                   | Saunier Duval-Prodir      | 2 pts                     |

| Classement de la montagne | Classement de la montagne | Classement de la montagne | Classement de la montagne | Classement de la montagne |
| Coureur                   | Coureur                   | Pays                      | Équipe                    | Points                    |
| ------------------------- | ------------------------- | ------------------------- | ------------------------- | ------------------------- |
| 1er                       | Erik Dekker               | Pays-Bas                  | Rabobank                  | 6 pts                     |
| 2e                        | Thomas Voeckler           | France                    | Bouygues Telecom          | 5 pts                     |
| 3e                        | Rubens Bertogliati        | Suisse                    | Saunier Duval-Prodir      | 4 pts                     |
| 4e                        | Fabian Wegmann            | Allemagne                 | Gerolsteiner              | 3 pts                     |
| 5e                        | David Cañada              | Espagne                   | Saunier Duval-Prodir      | 2 pts                     |

| Classement du meilleur jeune | Classement du meilleur jeune | Classement du meilleur jeune | Classement du meilleur jeune   | Classement du meilleur jeune |
| Coureur                      | Coureur                      | Pays                         | Équipe                         | Temps                        |
| ---------------------------- | ---------------------------- | ---------------------------- | ------------------------------ | ---------------------------- |
| 1er                          | Fabian Cancellara            | Suisse                       | Fassa Bortolo                  | 8 h 49 min 33 s              |
| 2e                           | Vladimir Karpets             | Russie                       | Illes Balears-Caisse d'Épargne | + 3 s                        |
| 3e                           | Tom Boonen                   | Belgique                     | Quick Step-Innergetic          | + 7 s                        |
| 4e                           | Yaroslav Popovych            | Ukraine                      | Discovery Channel              | + 16 s                       |
| 5e                           | Luis León Sánchez            | Espagne                      | Liberty Seguros-Würth          | + 37 s                       |

| Classement du meilleur jeune | Classement du meilleur jeune | Classement du meilleur jeune | Classement du meilleur jeune   | Classement du meilleur jeune |
| Coureur                      | Coureur                      | Pays                         | Équipe                         | Temps                        |
| ---------------------------- | ---------------------------- | ---------------------------- | ------------------------------ | ---------------------------- |
| 1er                          | Fabian Cancellara            | Suisse                       | Fassa Bortolo                  | 8 h 49 min 33 s              |
| 2e                           | Vladimir Karpets             | Russie                       | Illes Balears-Caisse d'Épargne | + 3 s                        |
| 3e                           | Tom Boonen                   | Belgique                     | Quick Step-Innergetic          | + 7 s                        |
| 4e                           | Yaroslav Popovych            | Ukraine                      | Discovery Channel              | + 16 s                       |
| 5e                           | Luis León Sánchez            | Espagne                      | Liberty Seguros-Würth          | + 37 s                       |

| Classement par équipes | Classement par équipes | Classement par équipes | Classement par équipes |
| Équipe                 | Équipe                 | Pays                   | Temps                  |
| ---------------------- | ---------------------- | ---------------------- | ---------------------- |
| 1re                    | CSC                    | Danemark               | 26 h 27 min 44 s       |
| 2e                     | Discovery Channel      | États-Unis             | + 4 s                  |
| 3e                     | Phonak Hearing Systems | Suisse                 | + 1 min 33 s           |
| 4e                     | Gerolsteiner           | Allemagne              | + 1 min 42 s           |
| 5e                     | T-Mobile               | Allemagne              | + 1 min 51 s           |

| Classement par équipes | Classement par équipes | Classement par équipes | Classement par équipes |
| Équipe                 | Équipe                 | Pays                   | Temps                  |
| ---------------------- | ---------------------- | ---------------------- | ---------------------- |
| 1re                    | CSC                    | Danemark               | 26 h 27 min 44 s       |
| 2e                     | Discovery Channel      | États-Unis             | + 4 s                  |
| 3e                     | Phonak Hearing Systems | Suisse                 | + 1 min 33 s           |
| 4e                     | Gerolsteiner           | Allemagne              | + 1 min 42 s           |
| 5e                     | T-Mobile               | Allemagne              | + 1 min 51 s           |